# Мехмет Озал
Мехмет Озал (тур. Mehmet Özal; нар. 31 жовтня 1978, Анкара) — турецький борець греко-римського стилю, чемпіон та бронзовий призер чемпіонатів світу, бронзовий призер чемпіонату Європи, бронзовий призер Олімпійських ігор.

## Біографія
Боротьбою почав займатися з 1985 року. Виступав за борцівський клуб «Bueyueksehir Beldeyesi», Стамбул.
У фіналі чемпіонату світу 2002 року переміг єгиптянина Карама Габера і став чемпіоном світу. Йому ж через два роки поступився у півфіналі афінської Олімпіади, де Габер став чемпіоном. У поєдинку за третє місце здолав іранця Масуда Хашемзаде і став бронзовим призером Олімпійських ігор.

## Спортивні результати на міжнародних змаганнях

### Виступи на Олімпіадах
| Змагання                                   | Збірна    | Вагова категорія                 | Місце  |
| ------------------------------------------ | --------- | -------------------------------- | ------ |
| Боротьба на літніх Олімпійських іграх 2004 | Туреччина | греко-римська боротьба, до 96 кг | Бронза |
| Боротьба на літніх Олімпійських іграх 2008 | Туреччина | греко-римська боротьба, до 96 кг | 10     |

### Виступи на Чемпіонатах світу
| Змагання                        | Збірна    | Вагова категорія                 | Місце  |
| ------------------------------- | --------- | -------------------------------- | ------ |
| Чемпіонат світу з боротьби 2001 | Туреччина | греко-римська боротьба, до 97 кг | Бронза |
| Чемпіонат світу з боротьби 2002 | Туреччина | греко-римська боротьба, до 96 кг | Золото |
| Чемпіонат світу з боротьби 2003 | Туреччина | греко-римська боротьба, до 96 кг | 14     |

### Виступи на Чемпіонатах Європи
| Змагання                         | Збірна    | Вагова категорія                 | Місце  |
| -------------------------------- | --------- | -------------------------------- | ------ |
| Чемпіонат Європи з боротьби 2000 | Туреччина | греко-римська боротьба, до 97 кг | Бронза |
| Чемпіонат Європи з боротьби 2001 | Туреччина | греко-римська боротьба, до 97 кг | 5      |
| Чемпіонат Європи з боротьби 2002 | Туреччина | греко-римська боротьба, до 96 кг | 14     |
| Чемпіонат Європи з боротьби 2003 | Туреччина | греко-римська боротьба, до 96 кг | 9      |
| Чемпіонат Європи з боротьби 2004 | Туреччина | греко-римська боротьба, до 96 кг | 6      |

### Виступи на Кубках світу
| Змагання                    | Збірна    | Вагова категорія                 | Місце |
| --------------------------- | --------- | -------------------------------- | ----- |
| Кубок світу з боротьби 2001 | Туреччина | греко-римська боротьба, до 97 кг | 4     |

### Виступи на інших змаганнях
| Змагання                                                         | Збірна    | Вагова категорія                 | Місце  |
| ---------------------------------------------------------------- | --------- | -------------------------------- | ------ |
| Тестовий турнір FILA 1998                                        | Туреччина | греко-римська боротьба, до 97 кг | 9      |
| Чемпіонат світу з боротьби серед студентів 1998                  | Туреччина | греко-римська боротьба, до 97 кг | Бронза |
| Чемпіонат світу з боротьби серед військовослужбовців 2000        | Туреччина | греко-римська боротьба, до 97 кг | Золото |
| Чемпіонат світу з боротьби серед студентів 2000                  | Туреччина | греко-римська боротьба, до 97 кг | Бронза |
| Олімпійський кваліфікаційний турнір з боротьби 2004 (Новий Сад)  | Туреччина | греко-римська боротьба, до 96 кг | Бронза |
| Середземноморські ігри 2005                                      | Туреччина | греко-римська боротьба, до 96 кг | Бронза |
| Всесвітні ігри військовослужбовців 2007                          | Туреччина | греко-римська боротьба, до 96 кг | Золото |
| Олімпійський кваліфікаційний турнір з боротьби 2008 (Роме-Остія) | Туреччина | греко-римська боротьба, до 96 кг | Бронза |
| Турнір Дана Колова — Николи Петрова 2008                         | Туреччина | греко-римська боротьба, до 96 кг | Бронза |